# Бучи, Эрнан
Эрнан Альберто Бучи Бук (исп. Hernán Alberto Büchi Buc; 6 марта 1949, Икике) — чилийский экономист, политик и бизнесмен. Министр финансов в последние годы правления военной хунты. Один из авторов и организаторов неолиберальных экономических реформ в Чили. Кандидат в президенты Чили на выборах 1989 года, несостоявшийся гражданский преемник Аугусто Пиночета. Руководитель нескольких крупных бизнес-структур.

## Советник-реформатор
Родился в католической семье шведско-германо-хорватского происхождения. Окончил Чилийский университет, по первому образованию — инженер-горняк. Получил степень MBA в Колумбийском университете Нью-Йорка. В 1975 стал советником министра экономики Чили, в 1978 — экономическим консультантом госкомпаний сахарной промышленности и телефонной связи. С 1979 — советник министерства экономики.
Во взаимодействии с министерством труда и социальной защиты Эрнан Бучи принял активное участие в разработке концепции чилийской пенсионной реформы — одной из ключевых в комплексе неолиберальных экономических преобразований режима Пиночета. Пенсионная система была преобразована в сеть частных структур, создаваемых бизнесом и профсоюзами. Чилийская приватизация пенсионного обеспечения не имела аналогов в мировой экономической истории. Специалисты дают разные оценки эффективности реформы: с одной стороны, чилийские Администраторы пенсионных фондов превратились в сильных инвесторов, с другой — произошла концентрация средств в руках узкой группы менеджеров-распорядителей, многие чилийцы оказались не в состоянии финансировать свои пенсионные накопления.
В 1981 Бучи был назначен заместителем министра здравоохранения. На этом посту он курировал приватизацию медучреждений и развитие частной медицины.
В мае 1984 возглавил правительственное Управление банков и финансовых учреждений. 12 февраля 1985 Эрнан Бучи был назначен министром финансов Чили.

## Министр финансов
На министерском посту Бучи в полной мере продолжил курс «чикагской школы», от которого Пиночет временно отступил в период мирового экономического кризиса 1980—1982. Бучи урезал государственные расходы на социальную сферу, снизил налоги на частные компании, девальвировал чилийское песо по отношению к доллару. Он провёл широкомасштабную кампанию приватизации, затронувшую предприятия металлургического, телекоммуникационного, пищевого кластеров. В условиях середины 1980-х эти меры, идущие в русле «рейганомики» в целом оправдали себя.
В то же время Бучи уделял большое внимание контролю и регулированию макроэкономических показателей. Была усилена роль Центробанка в части определения процентных ставок и санирования банковской системы.

Экономическая политика необходима для правильного направления инвестиций. Опыт научил нас важности надлежащего регулирования макроэкономических переменных. Иначе рынок дезориентируется, сбережения тратятся впустую или расходуются за рубежом, а инвестиции уходят в непродуктивные спекуляции.

Эрнан Бучи

Во второй половине 1980-х Эрнан Бучи являлся персонифицированным олицетворением неолиберального экономического курса военного режима Чили. Успехи этой политики заключались в высоких темпах экономического роста, финансовой стабилизации, развитии предпринимательства. Недостатки касались прежде всего социальной цены реформ, высокой безработицы, ограничения доходов населения.

## Кандидат в президенты
После поражения Пиночета на октябрьском референдуме 1988 года — большинство избирателей отказали в продлении президентских полномочий генерала — на 1989 год были назначены первые после военного переворота выборы Президента. Эрнан Бучи был выдвинут в президенты как кандидат Пиночета. В качестве альтернативных вариантов рассматривались лидер чилийских фашистов Пабло Родригес и бывший министр внутренних дел, правый национал-консерватор Серхио Онофре Харпа. Выбор Пиночета в пользу Бучи свидетельствовал о праволиберальных предпочтениях.
Эрнан Бучи баллотировался от правой партии Независимый демократический союз. Он проиграл христианскому демократу Патрисио Эйлвину, собрав 29,4 % против 55,2 %.

Пиночет проиграл плебисцит, несмотря на блестящие экономические результаты, и согласился уйти… Есть важные экономические показатели, глядя на которые, итоги правления Пиночета вряд ли можно было назвать блестящими. Реальная средняя зарплата за 15 пиночетовских лет оказалась ниже, чем при Фрее и тем более при Альенде, а разрыв в доходах между самыми бедными и самыми богатыми чилийцами оказался при Пиночете наиболее высоким…. Неудивительно, что чилийцы отвергли Пиночета, а затем на свободных президентских выборах проголосовали за кандидата от оппозиции Патрисио Эйлвина, а не за пиночетовского любимца Эрнана Бучи.

Дмитрий Травин, «Светлая годовщина мрачного переворота»

## Неолиберал-бизнесмен
Неудача на выборах побудила Эрнана Бучи отойти от политики. Он сосредоточился на бизнесе, экономической науке, социополитологических исследованиях.
Бучи был советником ряда правительств Латинской Америки, Восточной Европы и Азии, консультировал по вопросам рыночных реформ. В 1990 основал исследовательский центр «Свобода и развитие», изучающий и распространяющий принципы классического либерализма. Председательствовал в совете директоров Международного центра частного предпринимательства. Является членом международного Общества «Мон Пелерин», пропагандирующего принципы свободного рынка и ценности открытого общества.
С 1994 Эрнан Бучи являлся президентом продовольственной компании Lucchetti, директором металлургической компании Madeco и инвестиционно-промышленной Quiņenco. С 2000 — вице-президент горнодобывающей SOQUIMICH, розничной сети Falabella, медиа-холдинга COPESA.